# Parapalicus
Parapalicus is een geslacht van kreeftachtigen uit de klasse van de Malacostraca (hogere kreeftachtigen).

## Soorten
- Parapalicus ambonensis Moosa & Serène, 1981
- Parapalicus armatus Castro, 2000
- Parapalicus clinodentatus Castro, 2000
- Parapalicus denticulatus Castro, 2000
- Parapalicus elaniticus (Holthuis, 1977)
- Parapalicus inanis Castro, 2000
- Parapalicus inermis Castro, 2000
- Parapalicus microphthalmus Castro, 2000
- Parapalicus nanshaensis Dai & Xu, 1991
- Parapalicus piruensis Moosa & Serène, 1981
- Parapalicus trispiralis Castro, 2000
- Parapalicus trituberculatus (Chen, 1981)
- Parapalicus unidentatus (Zarenkov, 1968)